# Nicole Mieth

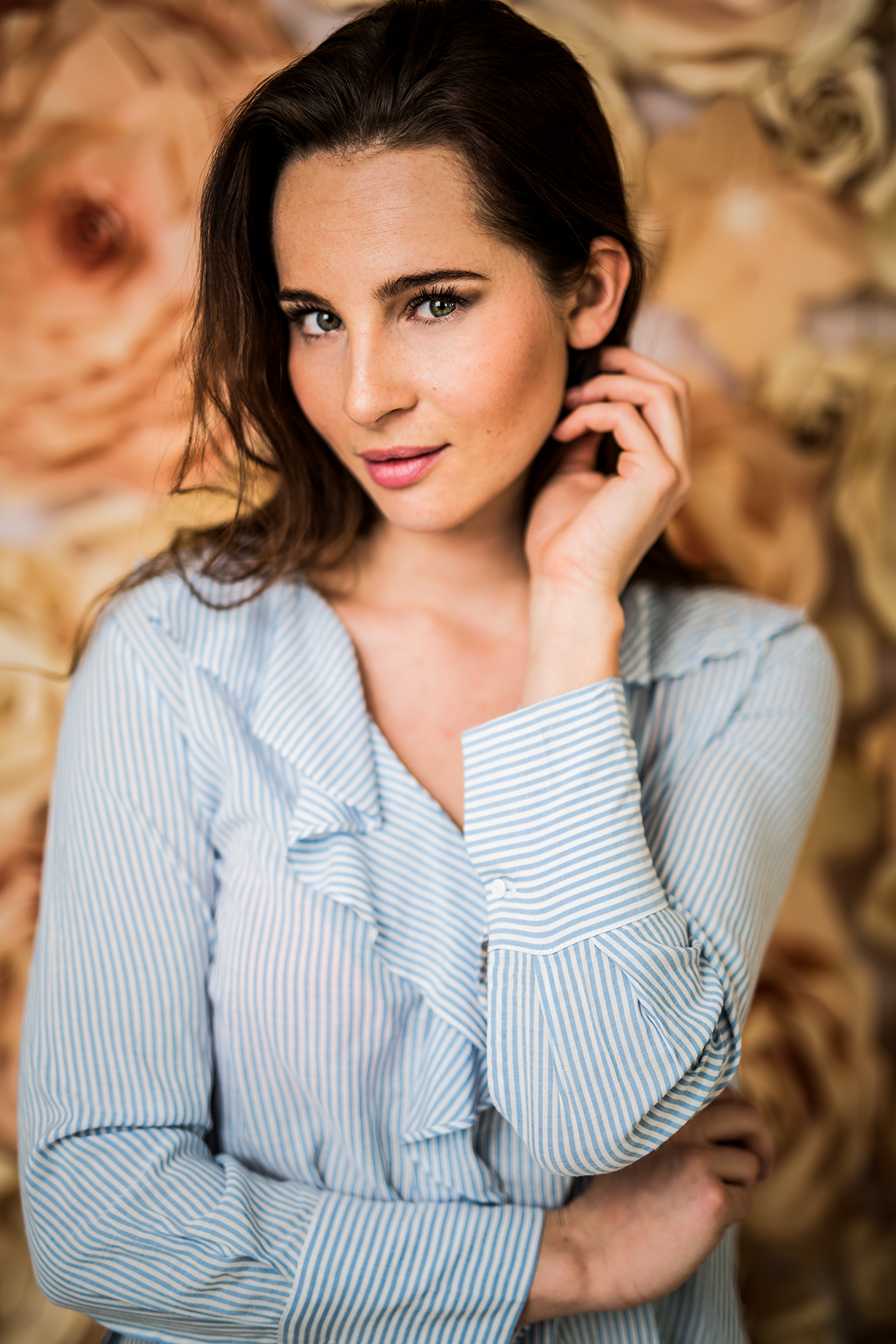
Nicole Mieth (2018)

Nicole Mieth, seit 2023 verehelichte Werner, (* 23. Juli 1990 in Calw) ist eine deutsche Schauspielerin.

## Leben und Karriere
Mieth stand bereits als Jugendliche vor der Fernsehkamera. Sie wuchs in einem künstlerischen Umfeld auf und ist die Enkelin des Schauspielers Benno Mieth.
Im Jahr 2001 erhielt sie mit der Rolle der Lilli Leonhard ihr erstes Engagement in dem Fernsehfilm Herzstolpern, einer romantischen, für das ZDF produzierten Liebeskomödie. Mieth verkörperte darin die Tochter der Journalistin Laura Leonhard (gespielt von Carin C. Tietze), die von einer romantischen Hochzeit ihrer unverheirateten Eltern träumt. Nicole Mieth spielte seit 2002 in diversen Fernsehfilmen und Fernsehserien mit. Das ZDF besetzte Mieth dann als Emma Jacobsson in dem Fernsehfilm Sehnsucht nach Marielund (2003), dem Auftaktfilm der erfolgreichen Inga-Lindström-Fernsehreihe; Mieth stellte die Tochter des alleinerziehenden Architekten Magnus Jacobsson (gespielt von Daniel Morgenroth) dar. In der Traumschiff-Episode Samoa war sie 2004 in der Rolle der jungen Marlene Haas zu sehen, die nach dem Unfalltod ihrer Mutter keine neue Frau an der Seite ihres Vaters akzeptieren will.
Episodenrollen hatte sie seither unter anderem in den Serien Der letzte Zeuge, Im Namen des Gesetzes, Unser Charly und SOKO Köln. Von 2008 bis 2011 absolvierte Mieth eine Schauspielausbildung an der Internationalen Schauspielakademie CreArte in Stuttgart. Im April 2011 war sie im ZDF in der Krimiserie Die Rosenheim-Cops in einer Episodenrolle als Auszubildende Julia Kammermeier zu sehen. Im Mai 2011 (Folge 3837) übernahm sie in der ARD die Rolle der Kim Wolf in der Daily-Soap Verbotene Liebe und verkörperte diese bis zur Einstellung der Serie Ende Juni 2015.
Mieth drehte außerdem Werbefilme, unter anderem für BMW und Osram. Sie führte zudem für einige Zeit zwei YouTube-Kanäle, die aber mittlerweile beide inaktiv sind.
Im Januar 2017 nahm sie an der 11. Staffel von Ich bin ein Star – Holt mich hier raus! teil und belegte den neunten Platz. Vor dem Einzug ins Dschungelcamp absolvierte sie ein Shooting für die Februar-Ausgabe 2017 des deutschen Playboy. Im März 2017 nahm Mieth beim perfekten Promi-Dinner teil. Seit Mai 2017 wirkt Nicole Mieth in einem 90er Jahre-Musikprojekt mit und brachte, gemeinsam mit Florian Wess, ein Album We love the 90s auf den Markt. Ihre erste Single ist seit Mitte Mai 2017 als Download erhältlich.
Mieth ist seit 2017 mit dem Künstlermanager Helmut Werner liiert. Das Paar heiratete im Juli 2023, im selben Jahr kam ein gemeinsamer Sohn zur Welt.

## Filmografie
| Filme - 2001: Herzstolpern - 2003: Inga Lindström – Sehnsucht nach Marielund - 2004: Das Traumschiff – Samoa - 2009: The Stake Killer - 2018: Es bleibt in der Familie (Fernsehfilm) Serien - 2001: Herzschlag – Das Ärzteteam Nord - 2003: Tatort – Das Phantom - 2004: SOKO Köln – Oliver W., Tod eines Schülers - 2004: Der letzte Zeuge – Der vergessene Tod - 2004: Im Namen des Gesetzes – Bei Freispruch Mord - 2004: Stefanie – Eine Frau startet durch - 2005: SOKO Köln – Der Heckenschütze - 2005: Tatort – Der doppelte Lott - 2006: Unser Charly – Retter in der Not - 2011: Die Rosenheim-Cops – Erbschaft mit Folgen - 2011–2015: Verbotene Liebe | Musikvideos - 2019: Ein Mädchen für immer (2019) (Peter Orloff) Reality-TV - 2017: Ich bin ein Star – Holt mich hier raus! - 2017: Das perfekte Promi-Dinner (Folge vom 19. März 2017) |

## Auszeichnungen
- 2019: Immenhof-Filmpreis[10]